# Mizengo Pinda
Mizengo Pinda (ur. 12 sierpnia 1948 w Rukwie) – tanzański polityk, premier Tanzanii od 9 lutego 2008 do 20 listopada 2015. 

## Życiorys
Pinda urodził się tanzańskim regionie Rukwa. W 1974 ukończył prawo na Uniwersytecie w Dar es Salaam. 
W tym samym roku rozpoczął pracę jako prawnik w Ministerstwie Sprawiedliwości. W latach 1982–1992 pracował jako urzędnik w kancelarii prezydenta Juliusa Nyerere oraz Alego Hassana Mwynyi. W 1996 został urzędnikiem rządowym.
W 2000 Pinda został wybrany do parlamentu z okręgu Mpanda-east. Równocześnie objął stanowisko wiceministra administracji regionalnej i rządów lokalnych. W 2006 Pinda został mianowany ministrem tego resortu. 
8 lutego 2008 Mizengo Pinda został mianowany przez prezydenta Jakayę Kikwete szefem rządu. Na stanowisku zastąpił Edwarda Lowassę, który dzień wcześniej podał się do dymisji w obliczu oskarżeń korupcyjnych. Tega samego dnia wybór Pindy zatwierdził prawie jednogłośnie parlament, głosami 279 za i 2 przeciw. 9 lutego 2008 Pinda został zaprzysiężony na stanowisku w Chamwino State House w Dodomie. 12 lutego 2008 został ogłoszony skład nowego gabinetu, w którym w porównaniu z poprzednim zasiada o 3 ministrów i 10 wiceministrów mniej.